# Podgórze (dawna dzielnica Krakowa)

Dzielnica Podgórze w 1990 r.

Podgórze – dawna dzielnica Krakowa. Położone jest na prawym brzegu Wisły na styku regionów naturalnych: Bramy Krakowskiej, Niziny Nadwiślańskiej, Podgórza Bocheńskiego i Pogórza Wielickiego.
Część tego obszaru w latach 1784–1915 była samodzielnym Wolnym Królewskim Miastem Podgórze. 1915–1991 dzielnica administracyjna Krakowa. Obecnie podzielone na 6 dzielnic samorządowych: Dzielnica VIII Dębniki, Dzielnica IX Łagiewniki-Borek Fałęcki, Dzielnica X Swoszowice, Dzielnica XI Podgórze Duchackie, Dzielnica XII Bieżanów-Prokocim oraz Dzielnica XIII Podgórze. Obecnie obszar przemysłowo-mieszkaniowy, rozwój budownictwa wielkopłytowego na obrzeżach nadał mu charakter 250-tysięcznego miasta-sypialni. Na jego terenie znajduje się ważny węzeł kolejowy (Kraków Płaszów), ośrodek telewizji Kraków, Uniwersytecki Szpital Dziecięcy w Prokocimiu i in. Powierzchnia Podgórza wynosi 130,9 km².

## Historia

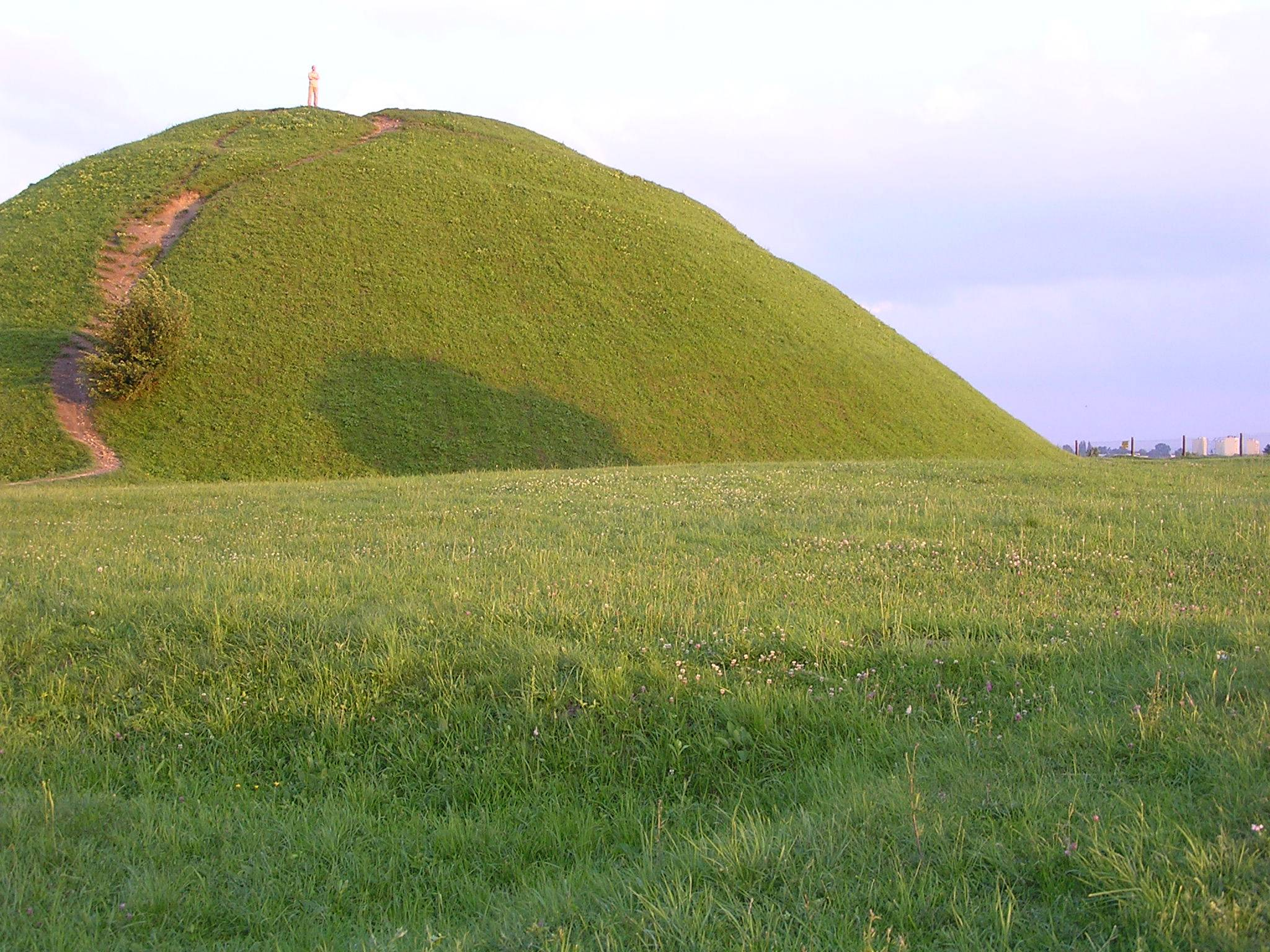
Kopiec Krakusa

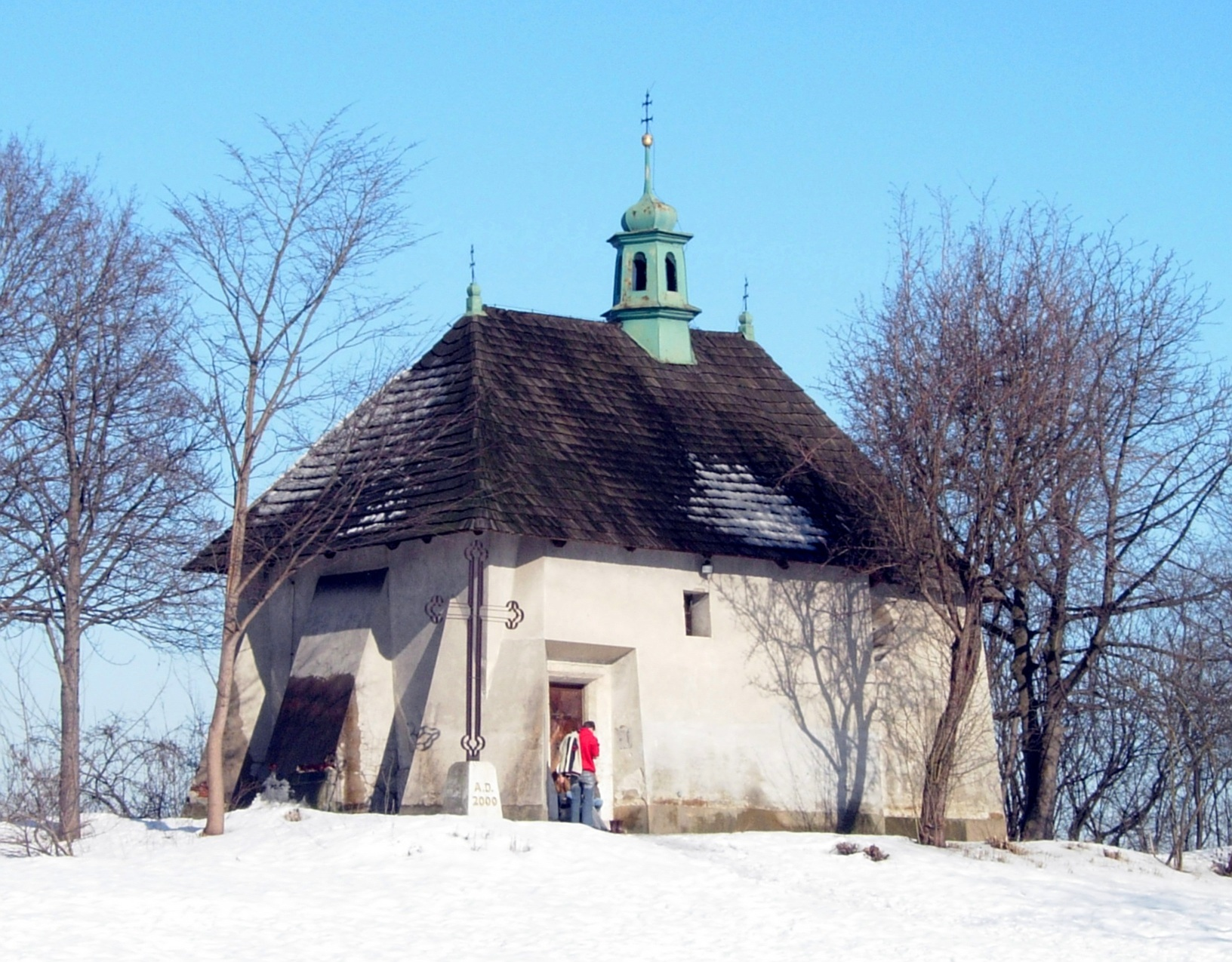
Kościół św. Benedykta

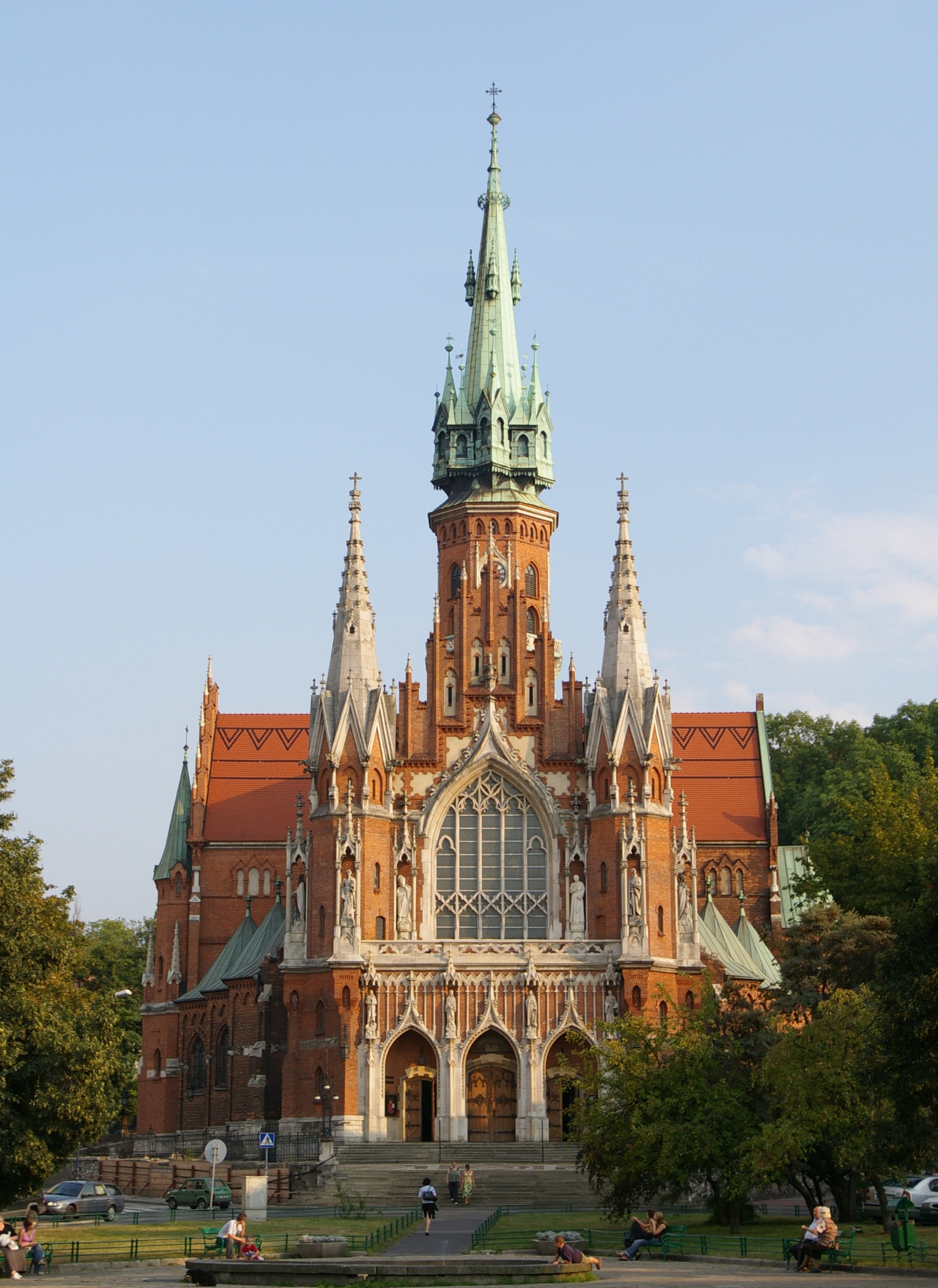
Kościół św. Józefa

Pierwsze ślady ludzkiej aktywności na obszarze dzisiejszego Podgórza pochodzą sprzed ok. 10 tys. lat, odkryto je na wapiennych wzgórzach Krzemionek Podgórskich. Osadnictwo słowiańskie rozwijało się tutaj prawdopodobnie od VII w. W średniowieczu tereny na prawym brzegu Wisły stanowiły zaplecze gospodarcze dla Krakowa, pozyskiwano surowce budowlane: kamień, piasek, produkowano cegły, wapno, gips itp.
W różnych okresach historii istniały tu osady, m.in. Zabłocie, Płaszów czy Janowa Wola. Pod koniec XIV w. stały się one własnością miasta Kazimierz, w czasie potopu szwedzkiego zostały doszczętnie zniszczone i zapomniane.
Miasto Podgórze powstało wskutek wydarzeń po I rozbiorze Polski (1772). Austriacy, interpretując na swoją korzyść umowę o ustanowieniu granicy na Wiśle, zajęli Kazimierz, oddzielony od Krakowa starym korytem rzeki. Cztery lata później, wskutek protestów strony polskiej, zmuszeni zostali do jego opuszczenia, zachowując jednak prawobrzeżne, dotychczas słabo zagospodarowane i zaludnione przedmieścia. Zdecydowano o utworzeniu nowego ośrodka osadniczego, który, oprócz typowych funkcji miejskich, miał być miastem-garnizonem trzymającym w szachu Kraków.
Przystąpiono więc do tworzenia przyszłego miasta, na terenie obecnego Podgórza. Mimo całkowitej nierealności planów wybudowania dwustutysięcznej „metropolii” (dla por. – Kraków wraz z Kazimierzem, Kleparzem i jurydykami liczył niecałe 10 tys. mieszkańców) następował jednak szybki rozwój osady spowodowany m.in. przez:
- przygraniczne położenie na brzegu spławnej rzeki i na połączeniu szlaków handlowych (przeprawa przez Wisłę)
- korzystne warunki nabywania gruntów i osiedlania się dla przybyszów, zwłaszcza kupców i przedsiębiorców
- liczne przywileje cesarskie gwarantujące daleko idącą swobodę osobistą (zwolnienie ze służby wojskowej, wolność wyznania i in.) i prowadzenia działalności gospodarczej (bezpłatny przydział gruntów, zwolnienie z podatków, pomoc finansowa, itp.)

W 1785 r. cesarz Józef II nadał Podgórzu prawa wolnego miasta królewskiego:
„W roku 1785 powstało z części tej wsi [Ludwinów] i kilku domów nad Wisłą zwanych Podgórzem miasto Podgórze. Cesarz Józef II nadał miastu wolność handlu i nazwał je Josefstadtem, ale to nazwisko ustąpiło dawniejszemu”.
Podgórze graniczyło wówczas z wsiami: Płaszów, Wola Duchacka, Łagiewniki, Borek, Ludwinów i in. (włączonymi później w jego obręb). Znaczna część jego mieszkańców utrzymywała się z uprawy roli.
III rozbiór Polski (1795) i związane z nim przyłączenie części Małopolski do zaboru austriackiego osłabił czynniki decydujące o uprzywilejowanej pozycji Podgórza. Jego rozwój, powiązany teraz z rozwojem Krakowa, następował, ale już nie w takim tempie jak w pierwszej fazie. W początkach XIX w. miasto przekształciło się w ośrodek o wyraźnym charakterze handlowo-przemysłowym, nastąpił spadek liczby ludności zatrudnionej w rolnictwie na rzecz przemysłu i usług.
Po powiększeniu obszaru Księstwa Warszawskiego w 1809 r., miasta: Kraków, Podgórze i Wieliczka wraz z otaczającymi je terenami włączone zostały w jego granice. Rok później zawarta została „dobrowolnie umówiona, wieczysta i trwała ugoda”, w konsekwencji której Podgórze, zostało przyłączone do Krakowa jako IV gmina (dzielnica), zachowując jednak odrębność administracyjną. W 1813 r. wojska rosyjskie ścigające niedobitki Wielkiej Armii zajęły Kraków, okupując go przez 2 lata. Kongres wiedeński (1815) zdecydował o podziale ziem Księstwa Warszawskiego – odłączył Podgórze, które wróciło do Austrii, od terenów Rzeczypospolitej Krakowskiej. Po wybuchu powstania krakowskiego w lutym 1846 r., Austria dokonała aneksji miasta.
W czasie powstania styczniowego (1863) Podgórze, podobnie jak Kraków, stanowiło bazę zaopatrzeniową dla powstańców, wskutek tego doświadczyło licznych represji, obław i aresztowań.
W połowie XIX w. zaborcy rozpoczęli budowę systemu fortyfikacji w obrębie Krakowa i Podgórza, m.in. ufortyfikowano kopiec Krakusa, który został otoczony fortem i głęboką fosą oraz Krzemionki, na których wzniesiono dwie tzw. „baszty maksymiliańskie”. Starając się nadążyć za rozwojem techniki wojskowej, a zwłaszcza artylerii, aż do wybuchu I wojny światowej rozbudowywano umocnienia twierdzy Kraków. Na prawym brzegu Wisły na wzniesieniach stanowiących dalekie przedpola Podgórza wybudowano forty m.in. w Prokocimiu, Rajsku, Wróblowicach, Skotnikach, Pychowicach, Bodzowie.
Okres ten związany był z rozwojem przemysłu. Ze względu na dostępność terenów i niższe koszty, dogodność transportu itp. przenoszono tutaj i budowano nowe zakłady przemysłowe. Obecność surowców mineralnych sprzyjała powstawaniu przedsiębiorstw: wytwórni cementu E. Libana i Sp. w Podgórzu-Bonarce, kamieniołomów, cegielni, wapienników, także składów budowlanych i in. Przemysłowego charakteru nabierały również inne wsie i osady położone w pobliżu np. Borek Fałęcki (zakłady sodowe – późniejszy „Solvay” – wybudowane w latach 1901–1906), Płaszów, Ludwinów.
Ostatnie lata samodzielności Podgórza wiązały się z rozwojem miasta: rozbudową sieci komunikacyjnej, budową gmachów użyteczności publicznej i in. Prezydent m. Krakowa, Juliusz Leo określił w 1913 r. Podgórze jako „perłę w pierścieniu gmin Kraków otaczających” co nie było tylko okolicznościowym frazesem, ale dowodem uznania dla osiągnięć miasta. Istniała duża niechęć do połączenia z Krakowem, ostatecznie jednak argumenty: włączenie sąsiednich gmin w obręb Krakowa, co uniemożliwiało dalszy rozwój Podgórza, konieczność podjęcia poważnych i kosztownych robót (budowa portu, regulacja Wisły) i in., zdecydowały o tym, że w 1913 r. Rada miasta Podgórza uchwaliła połączenie z Krakowem, oficjalnie ogłoszone dopiero 1 lipca 1915 r. Kolejne lata były okresem zrastania się organizmów obu miast.
W lutym 1917 r. Podgórze zyskało połączenie tramwajowe z Krakowem.
Płaszów był miejscem początku akcji wyzwalania Krakowa w 1918 roku. 31 października grupa Polaków pod dowództwem ppor. Franciszka Pustelnika rozbroiła austriackich żołnierzy stacjonujących w koszarach urządzonych w dawnym zajeździe Pod św. Benedyktem. Był to jeden z pierwszych krakowskich obiektów opanowanych przez Polaków podczas wydarzeń 1918 roku, które prowadziły do oswobodzenia Krakowa i w konsekwencji narodzin niepodległości Polski. Grupa połączyła się później ze spiskowcami por. Antoniego Stawarza, którzy opanowali płaszowski dworzec kolejowy i wspólnie ruszyli na lewy brzeg Wisły i dalej do Rynku Głównego.
W latach 1926–1933 wybudowano Most Józefa Piłsudskiego, łączący Podgórze z ulicą Krakowską na Kazimierzu. Z powodu budowy drogi dojazdowej do mostu wyburzono podgórską halę targową przy ul. Kalwaryjskiej.
Okres II wojny światowej to tragiczny okres w dziejach Podgórza. Od 1941-1943 r. istniało na terenie dzielnicy getto żydowskie. W 1942 r. w Płaszowie stworzono obóz pracy dla Żydów i Polaków, później przekształcony w obóz koncentracyjny (od 1944). Więźniowie zmuszani byli do ciężkiej pracy w nieludzkich warunkach, m.in. w kamieniołomie. W wyniku głodu, chorób i egzekucji zginęło w nim ok. 80 tys. osób.
Kolejnym miejscem martyrologii na terenie Płaszowa był obóz karny dla „służby budowlanej” (Baudienstu), tzw. „Liban”.
W nocy z 16 na 17 sierpnia nad Zabłociem zestrzelony został przez Niemców brytyjski samolot "Liberator". lecący z pomocą dla walczącej Warszawy. Ocalał tylko jeden lotnik, Australijczyk.
Po II wojnie światowej Podgórze zmieniło w dużym stopniu swój charakter, okres PRL-u przyczynił się do przekształcenia go w zaniedbane przedmieście Krakowa. W 1950 r. Podgórzem nazwano dużą prawobrzeżną dzielnicę. Od lat 70. jej obrębie zaczęły powstawać wielkopłytowe blokowiska m.in. Bieżanów, Kurdwanów, Na Kozłówce, Piaski Nowe, Prokocim, Ruczaj, Wola Duchacka i in. W 1968 r. na miejscu zburzonego fortu na Krzemionkach powstał Krakowski Ośrodek Telewizyjny.
W 1991 r., po reformie podziału administracyjnego Kraków podzielono na osiemnaście dzielnic samorządowych. Dzielnica XIII objęła historyczną część Podgórza, Płaszów, Rybitwy i Przewóz.

## Obiekty i instytucje
- Apteka „Pod Orłem” – Muzeum Pamięci Narodowej, ekspozycja poświęcona gettu i obozowi Płaszów
- Fabryka „Emalia” – w latach 1939–1944 fabryka naczyń emaliowanych, później również wyposażenia wojskowego. Od 1939 r. pod zarządem Oskara Schindlera – postaci rozsławionej przez film „Lista Schindlera” w reż. Stevena Spielberga
- Fort św. Benedykta – ciekawy przykład architektury obronnej w formie wieży maksymiliańskiej
- Fortyfikacje poaustriackie – część umocnień twierdzy Kraków
- Kamieniołom „Liban” – w czasie II wojny światowej obóz pracy
- Kopiec Krakusa – kopiec, będący jakoby grobowcem legendarnego Kraka
- Kościół św. Benedykta – powstały na miejscu poprzedniej świątyni w kształcie rotundy pochodzącej z ok. 1000 r.
- Kościół św. Józefa – kościół parafialny Podgórza, zbudowany w latach 1905–1909 według projektu Jana Sas-Zubrzyckiego
- Magistrat – ratusz Podgórza wzniesiony w latach 1844–1854
- Nowy Cmentarz Podgórski – główna nekropolia Podgórza
- Rezerwat przyrody nieożywionej „Bonarka” – dawne wyrobisko kamieniołomu, ciekawy przykład uskoku tektonicznego i platformy abrazyjnej (dawnego dna morza)
- Rynek Podgórski z zabytkowymi kamienicami (m.in. Dworek Pod Jeleniem, Dom Pod Czarnym Orłem)
- Sanktuarium Bożego Miłosierdzia w Krakowie-Łagiewnikach – związane z osobą św. Faustyny Kowalskiej, gwałtownie rozwijające się centrum pielgrzymkowe
- Stary Cmentarz Podgórski – najstarsza nekropolia Podgórza, jednocześnie najstarszy cmentarz komunalny w Krakowie
- Synagoga Zuckera – obecnie siedziba Galerii Starmach
- Park im. Wojciecha Bednarskiego – pierwszy na ziemiach polskich przykład rekultywacji terenów poprzemysłowych
- Zajazd Pod św. Benedyktem – jeden z pierwszych krakowskich obiektów opanowanych przez Polaków podczas wydarzeń 1918 roku